# Windows.h
windows.h è l'header file che contiene le dichiarazioni in C/C++ per le funzioni delle Windows API. Il file include numerosi header, inclusi:
- excpt.h - per la gestione delle eccezioni
- stdarg.h - l'header file della libreria standard del C per la gestione di un numero indeterminato di argomenti
- windef.h - macro e tipi
- winnt.h - macro e tipi per Windows NT
- guiddef.h - tipo GUID
- ctype.h
- string.h